# Nunataki Moskvitina
Die Nunataki Moskvitina (englische Transkription von russisch Нунатаки Москвитина Nunataki Moskwitina, deutsch ‚Moskwitin-Nunatakker‘) sind eine Gruppe von Nunatakkern im ostantarktischen Königin-Maud-Land. Im Gebirge Sør Rondane ragen sie südlich des Tonynuten auf.
Norwegische Wissenschaftler benannten sie. Namensgeber ist der russische Entdecker und Forscher Iwan Jurjewitsch Moskwitin aus dem 17. Jahrhundert.